# Jabal Ḩaqāmah
Jabal Ḩaqāmah är ett berg i Förenade Arabemiraten.   Det ligger i emiratet Fujairah, i den nordöstra delen av landet, 230 kilometer nordost om huvudstaden Abu Dhabi. Toppen på Jabal Ḩaqāmah är 526 meter över havet, eller 114 meter över den omgivande terrängen. Bredden vid basen är 2,8 km.
Terrängen runt Jabal Ḩaqāmah är huvudsakligen kuperad, men österut är den platt. Närmaste större samhälle är Dibba Al-Fujairah, 7,7 kilometer norr om Jabal Ḩaqāmah.
Trakten runt Jabal Ḩaqāmah består i huvudsak av gräsmarker.